# Arrondissement di Saint-Gaudens
L'arrondissement di Saint-Gaudens è un arrondissement dipartimentale della Francia situato nel dipartimento dell'Alta Garonna, nella regione Occitania.

## Storia
Fu creato nel 1800 sulla base dei preesistenti distretti.

## Composizione
L'arrondissement è composto da 236 comuni raggruppati in 11 cantoni:
- cantone di Aspet
- cantone di Aurignac
- cantone di Bagnères-de-Luchon
- cantone di Barbazan
- cantone di Boulogne-sur-Gesse
- cantone di L'Isle-en-Dodon
- cantone di Montréjeau
- cantone di Saint-Béat
- cantone di Saint-Gaudens
- cantone di Saint-Martory
- cantone di Salies-du-Salat